# Cornelia Hoene
Cornelia Hoene (* 9. Juli 1943; † 14. Mai 1995) war eine deutsche Juristin, Rechtsanwältin und Richterin.

## Ausbildung

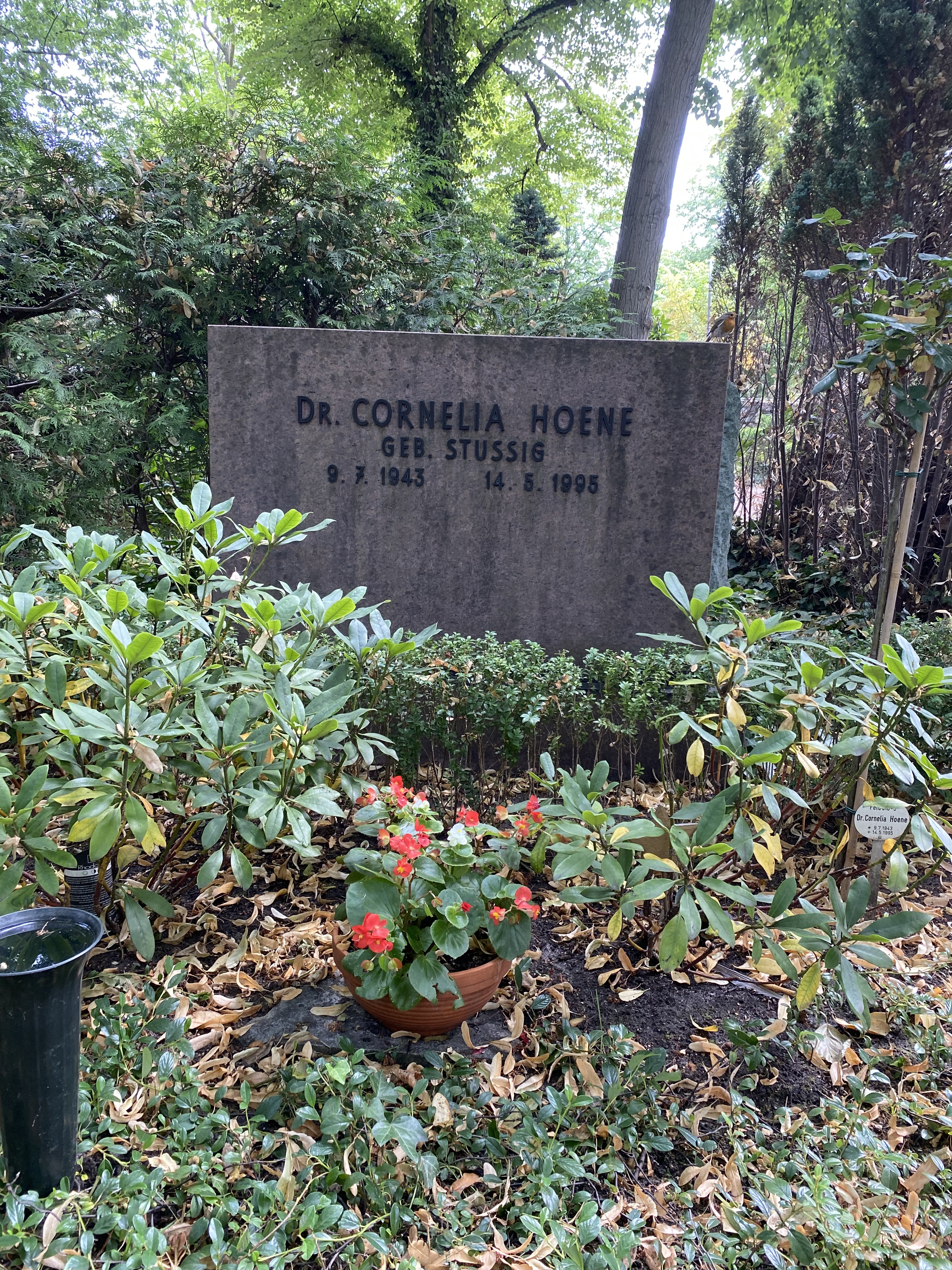
Grabstätte auf dem Friedhof Dahlem

Cornelia Hoene studierte an den Universitäten Tübingen, Boulder (USA) und Berlin Rechtswissenschaften. Sie beendete das Studium mit der Ersten Juristischen Staatsprüfung.
Nach dem Rechtsreferendariat absolvierte sie die Zweite Juristische Staatsprüfung. Sie promovierte über das Recht der Theaterkritik.

## Beruflicher Werdegang
1973 erhielt die Juristin ihre Zulassung zur Rechtsanwältin. 1977 schloss sie sich mit den Berliner Rechtsanwälten Ulrich Bräuel und Eberhard Hoene in der Kanzlei Bräuel & Hoene zusammen. Die Tätigkeit umfasste das gesamte Zivilrecht (mit den Schwerpunkten Wirtschaftsrecht und Familienrecht) einschließlich des Notariats sowie das öffentliche Recht.
1992 nominierte die Fraktion der CDU des Berliner Abgeordnetenhauses Cornelia Hoene für das Amt einer Richterin am Verfassungsgerichtshof des Landes Berlin. Sie wurde gewählt und übte das Amt von 1992 bis zu ihrem Tod im Mai 1995 aus.
Ihre letzte Ruhestätte erhielt Cornelia Hoene auf dem Friedhof Dahlem (Feld 010-5).

## Auszeichnungen und Ehrungen
- Verdienstkreuz am Bande des Verdienstordens der Bundesrepublik Deutschland[2]

## Publikationen (Auswahl)
Das Recht der Theaterkritik unter persönlichkeitsrechtlichen und presserechtlichen Aspekten. Bielefeld, 1975 